# أندرو ليزني
أندرو ليزني (بالإنجليزية: Andrew Lesnie)‏ ‏(1956 - 27 أبريل 2015) هو مصور سينمائي أسترالي. أشهر أعماله سلسلة أفلام سيد الخواتم (2001-2003)، وسلسلة أفلام الهوبيت (2012-2014)، كلاهما مع المُخرج بيتر جاكسون. حصل على جائزة الأوسكار لأفضل تصوير سينمائي عن فيلم الهوبيت سنة 2002.

## فيلموغرافيا
لقد قام أندرو ليزني بالتصوير السينيمائي لالأفلام المذكورة في الأسفل، ما لم يذكر خلاف ذلك.
- لعبة عادلة (1986)
- المهملان (1989)
- الفتاة التي اتت متأخرا (1991)
- إغراء راهب (يعرف أيضا باسم: يو سِنغ (بالإنجليزية: you seng)‏) (1993)
- بيبي (1995)
- اثنان اذ عن طريق البحر (يعرف في المملكة المتحدة باسم: القلوب المسروقة) (1996)
- قضاء وقت في السجن من اجل باتسي كلاين (1997)
- بيبي: خنزير في المدينة (1998)
- مصنع السكر (1999)
- سيد الخواتم: رفقة الخاتم (2001)
- سيد الخواتم: البرجان (2002)
- سيد الخواتم: عودة الملك (2003)
- أخ الحب (2004)
- كينغ كونغ (2005)
- الأقدام المرحة (2006) -- وحدة التصوير الواقعي
- أنا أسطورة (2007)
- سلط ضوءا (2008) -- مُشغل آلة كاميرا
- العظام المحبوبة (2009)
- بران نو داين (بالإنجليزية: Bran Nue Dane) (2009)
- افاتار: ذا لاست إيربِندر (2010)
- نهوض كوكب القردة (2011)
- الهوبيت: رحلة غير متوقعة (2012)
- الإلتفاف (2013)
- الهوبيت: قفرة سموغ (2013)
- شفاء (2014)
- الهوبيت: معركة الجيوش الخمسة (2014)
- عراف الماء (2015

## روابط خارجية
- أندرو ليزني على موقع IMDb (الإنجليزية)
- أندرو ليزني على موقع ألو سيني (الفرنسية)
- أندرو ليزني على موقع أول موفي (الإنجليزية)
- أندرو ليزني على موقع بوكس أوفيس موجو (الإنجليزية)
- أندرو ليزني على موقع قاعدة بيانات الأفلام السويدية (السويدية)
- أندرو ليزني على موقع قاعدة بيانات الفيلم (الإنجليزية)
- أندرو ليزني على موقع كينوبويسك (الروسية)